# Koutoumtenga
Koutoumtenga est une localité située dans le département de Boussouma de la province du Sanmatenga dans la région Centre-Nord au Burkina Faso.

## Éducation et santé
Koutoumtenga accueille un centre de santé et de promotion sociale (CSPS) tandis que le centre médical avec antenne chirurgicale (CMA) se trouve à Boussouma et que le centre hospitalier régional (CHR) est à Kaya.
Koutoumtenga possède une école primaire publique.